# Гражданин мира (книга)
«Гражданин мира, или Письма китайского философа, проживающего в Лондоне, своим друзьям на Востоке» (англ. The Citizen of the World) — цикл эссе английского журналиста и писателя Оливера Голдсмита, которые выходили в газете «Общественные ведомости» в 1760—1762 годах, а в 1762 году были опубликованы отдельной книгой.

## Содержание
Эссе, вошедшие в книгу, написаны в довольно популярном в XVIII веке жанре. Это рассказ о европейской жизни, написанный от лица путешественника с Востока (в этом случае из Китая). Мистификации подобного рода позволяли автору показывать абсурдность ряда общественных явлений, прибегать к сатире.

## Публикация и восприятие
Эссе Голдсмита, выходившие в «Общественных ведомостях», быстро снискали популярность. Их даже начали перепечатывать другие издания. В 1761 году интерес к ним заметно ослаб, к тому же автор сосредоточился на работе над романом «Векфильдский священник» и над ещё несколькими проектами. Поэтому после 14 августа 1761 года эссе уже не выходили. В 1762 году Голдсмит подготовил отдельное издание, перед этим подвергнув очерки стилистической редактуре и продумав структуру книги. Именно тогда впервые появилось название «Гражданин мира».
Британские критики встретили книгу без особого восторга (её сочли неоригинальной), хотя звучали и одобрительные отзывы. В 1763 году «Гражданин мира» вышел во Франции, и там он снискал большую популярность. После смерти автора книга была высоко оценена и в Англии.